# セイント・ビースト ケダモノたちのHEAVEN'S PARTY
『セイント・ビースト ケダモノたちのHEAVEN'S PARTY 』（セイント・ビースト ケダモノたちのヘブンズ パーティ）は、セイント・ビースト、セイント・ビーストOthersの出演者がパーソナリティを務めるインターネットラジオ。アニメイトTV内デジタルコンテンツにて配信されている。愛称は「ケダ天（けだてん）」。
リニューアルを繰り返して計5シリーズを展開。隔週木曜更新だったが、5期終期から月1更新となった。

## ケダモノたちのHEAVEN'S PARTY
全24回。パーソナリティは森川智之、櫻井孝宏、宮田幸季、吉野裕行、石田彰、緑川光、杉田智和、鈴村健一、鳥海浩輔の中から、毎回3人がランダムで出演。

### コーナー
教えてビースト
- パーソナリティがリスナーからの質問に答えていくコーナー。

ゼウスの爆弾!
- リスナーから募集したテーマでゲームをするコーナー。
- 第1回の放送では制限時間120秒のしりとりとして始まったが、「あまりに過酷すぎる」ということで、途中から制限時間60秒の山手線ゲームに変更にされた。
- 負けた人には番組の最後に罰ゲームが待っている。罰ゲームの内容は、モノマネや早口言葉、アドリブショートドラマなど。

天の道標
- リスナーから寄せられた悩みに、パーソナリティが答えていくコーナー。

## ケダモノたちのHEAVEN'S PARTY ダッシュ
全16回。パーソナリティは森川智之、櫻井孝宏、宮田幸季、吉野裕行、石田彰、緑川光、杉田智和、鈴村健一、鳥海浩輔の中から、毎回3人がランダムで出演。

### コーナー（ダッシュ）
地上のつぶやき
- リスナーから送られてきた、ラジオやアニメの感想、日常で起きた出来事などを紹介するコーナー。
- 別名「地上のつぼやき」

ゼウスの爆弾!
- リスナーから募集したテーマで山手線ゲームをするコーナー。制限時間は60秒。

教えてビースト道標
- 「教えてビースト」と「天の道標」が合体したもの。
- リスナーから寄せられた悩みに、パーソナリティが答えていくコーナー。

## ケダモノたちのHEAVEN'S PARTY ハイパー
全18回。パーソナリティは森川智之、櫻井孝宏、宮田幸季、吉野裕行、石田彰、緑川光、杉田智和、鈴村健一、鳥海浩輔、福山潤の中から、毎回3人がランダムで出演。

## ケダモノたちのHEAVEN'S PARTY スプラッシュ
全53回。パーソナリティは森川智之、櫻井孝宏、宮田幸季、吉野裕行、石田彰、緑川光、杉田智和、鈴村健一、鳥海浩輔、福山潤の中から、毎回3人がランダムで出演。
ゲストは甲斐田ゆき、鈴木達央、金丸淳一、寺島拓篤、速水奨、谷山紀章たちである。

## ケダモノたちのHEAVEN'S PARTY すぱーく
全92回。2006年5月11日〜2010年1月21日。隔週木曜日更新(2009年9月から月1回)。
パーソナリティは森川智之、櫻井孝宏、宮田幸季、吉野裕行、石田 彰、緑川 光、杉田智和、鈴村健一、鳥海浩輔、福山 潤、鈴木達央、甲斐田ゆき、寺島拓篤、金丸淳一、野島健児、千葉進歩の中から、毎回3人がランダムで出演。
ゲストは鈴木千尋、水島大宙、羽多野渉たち。
パーソナリティの数が多く、声優一人一人の出演頻度が非常に低い。

### コーナー（すぱーく）
地上のつぶやきDX
- 地上で起きた色々な出来事を、パーソナリティが紹介していくコーナー。リニューアルに伴い、セイントビーストの最新情報なども提供するようになった。

セイント・ビースト ことわざ辞典
- 『きまぐれ聖者様！』の終了に伴い、第61回目から新しく始まったコーナー。
- リスナーから、誰でも知っている諺を作品世界に例えて新しい諺を募集する。

愛のささやき
- リスナーから送られた「愛のささやきメッセージ」をパーソナリティが演じているキャラクターの声でささやいてくれるコーナー。

### 以前のコーナー
女神のお告げ
- 罰ゲームつきのゲーム。リスナーから投稿されたお題を元に、言葉を連想していくゲーム。NGワードは3つあり、NGワードを言うと罰ゲーム。
- 罰ゲームもリスナーから投稿されており、パーソナリティが演じるキャラクターがリスナーから投稿されたお題を元に芝居をしていくもの。後半期は下記のコーナーの結果が罰ゲームのお題となった。

世にも奇妙なセイントビースト
- 上記のコーナーの罰ゲームで披露する小芝居のシチュエーションをリスナーに投稿してもらうコーナー。
- 「どこで」「だれが」「どんなこと」の3つのワードを募集して、シチュエーションを作り上げていくというもの。
- 出来上がったシチュエーションはパーソナリティ3人がどれを演じるかを選び、罰ゲームで披露する。

みんなでCD作っちゃおう! 2nd Season
- DJCD Chat.3制作に際して、リスナーからの提案を募集するコーナー。
- このコーナーから実際に「セイント・ビースト DJCD Chat.3〜ケダモノたちの井戸端会議〜」が制作された。

きまぐれ聖者様！
- 『ゼウスの爆弾!』をリニューアルした内容。
- パーソナリティがBGMに合わせてセイント・ビーストのキャラクターの名前を1人ずつ言っていくゲームで、無事に全員が3周すればパーソナリティの勝利。
- 既に出たキャラクターの名前を繰り返したり、リスナーから募集した“NGキャラ”を言った場合は、恐怖の罰ゲームが待っている。
- パーソナリティからは「早くコーナーのリニューアルを」と毎回のように言われる不評のコーナーである。そしてついに第60回目で終了となった。

## ラジオCD
フロンティアワークスより発売。
ラジオCD
放送をコーナーごとにダイジェスト編集したCD。
- 第1巻「ケダモノたちのHEAVEN'S PARTY」
- 第2巻「ケダモノたちのHEAVEN'S PARTY　ダッシュ」
- 第3巻「ケダモノたちのHEAVEN'S PARTY　ハイパー」

DJCD
CD用に新たに撮り下ろされた特別版ラジオCD。
- セイント・ビースト　DJCD Chat.1
- セイント・ビースト　DJCD Chat.2〜ケダモノたちのA・B・CD〜
- セイント・ビースト　DJCD Chat.3〜ケダモノたちの井戸端会議〜
- セイント・ビースト　DJCD Chat.4〜ケダモノたちの臨時集会〜
- セイント・ビースト  DJCD Chat.5〜ケダモノたちの秘密の宴〜